# 兵庫県立松陽高等学校
兵庫県立松陽高等学校（ひょうごけんりつ しょうようこうとうがっこう）は、兵庫県高砂市曽根町字中浜にある公立高等学校。

## 概要
全日制課程は普通科のほか、商業科と家政系の生活文化科の3学科を併設している。普通科・商業科・生活文化科ともに生徒の希望進路に対応したカリキュラムを設置している。さらに定時制課程も設けてあり、学校設備を時差で共有している。
商業科と生活文化科は2006年度入試までは学区の指定があり、普通科と同じ加印学区に属していたが、2007年度入試から学区分けが撤廃されて兵庫県下全域からの受験・入学が可能となった。普通科においても高砂市の特例で、第4学区の姫路市からも進学が可能となっている。

## 沿革
- 1948年 - 兵庫県立伊保高等学校として開校、浜の宮分校・大久保分校を設置。
- 1949年 - 現校名となる。
- 1951年 - 加古川分校を設置。
- 1953年 - 本校を高砂市曽根町御茶屋に移転。
- 1955年 - 加古川分校を廃止。
- 1965年 - 浜の宮分校を廃止。
- 1966年 - 全日制課程を設置（昼間定時制から移行）。
- 1974年 - 現在地に校舎竣工。

## 設置コース
全日制課程
- 普通科
- 商業科
- 生活文化科（福祉介護科）

定時制課程
- 普通科

## 制服
全日制における制服はブレザーであり、男子はネクタイ・女子はリボンを着用する。
定時制は私服である。

## 交通
- 山陽電気鉄道本線 山陽曽根駅 南東へ約600m（約７分）